# Tropidophis galacelidus
Espèce
Synonymes
- Tropidophis pilsbryi galacelidus Schwartz & Garrido, 1975

Statut CITES
Tropidophis galacelidus est une espèce de serpents de la famille des Tropidophiidae.

## Répartition
Cette espèce est endémique de Cuba.

## Description
C'est un serpent vivipare.

## Publication originale
- Schwartz & Garrido, 1975 : A reconsideration of some Cuban Tropidophis (Serpentes, Boidae).  Proceedings of the Biological Society of Washington, vol. 88, no 9, p. 77-90 (texte intégral).